# Norbert Eschmann
Norbert Eschmann (* 19. September 1933 in Besançon; † 13. Mai 2009 in Lausanne) war ein Schweizer Fussballspieler. Er war einer der grossen Spieler bei Lausanne-Sports.

## Laufbahn

### Vereine
Norbert Eschmann war ein Aussenläufer, der «Eleganz und Spielintelligenz verband», aber bei seinen sportlichen Auftritten auch «etliche dunkle Stunden erlebte».
In seiner dritten Spielerphase in Lausanne, 1963 bis 1965, gewann der gelernte Bijoutier 1963/64 am 30. März 1964 mit einem 2:0-Erfolg gegen FC La Chaux-de-Fonds den Schweizer Cup – Eschmann erzielte die 1:0-Führung –, und 1964/65 gewann er mit seinem Team vor Young Boys Bern die Meisterschaft. Seinen ersten Cupfinal hatte er dagegen 1957 mit 1:3 Toren gegen La Chaux-de-Fonds verloren.
Eschmann spielte auch sechs Jahre im französischen Profifussball. In der Saison 1954/55 stieg er mit Red Star sportlich aus der zweiten in die höchste Division auf; da dieser Aufstieg anschliessend aufgrund von Ergebnisabsprachen annulliert wurde, verliess er den Klub. Die Saison 1958/59, diesmal bei Olympique Marseille, endete mit dem Abstieg der Südfranzosen; Eschmann war in 34 Punktspielen zum Einsatz gekommen und hatte fünf Treffer erzielt. Er blieb Olympique auch dort noch ein Jahr lang treu (32 Spiele mit acht Toren in der Division 2), ehe er nach dem deutlich verpassten Wiederaufstieg zum Hauptstadtverein Stade Français wechselte. Bei diesem Verein brachte er es in den folgenden drei Jahren auf 95 Erstligaeinsätze und schoss darin 31 Tore. Gleich in seiner ersten Spielzeit belegte er mit 15 Treffern Platz 10 der Torjägerliste. In die Nähe des Meistertitels kam er dabei allerdings nicht; ein 10. Tabellenrang am Ende der Saison 1961/62 war seine beste Platzierung mit Stade Français. Dabei stand mit André Lerond, Raymond Bellot, Philippe Gondet, Georges Carnus und Charly Loubet durchaus eine Reihe namhafter Spieler in seiner Elf. Auch im Cupwettbewerb hat Eschmann während seiner sechs Jahre in Frankreich nie den Achtelfinal überstanden.

### Nationalmannschaft
Bereits bei der Fussball-Weltmeisterschaft 1954 im eigenen Land gehörte das Offensivtalent dem Turnierkader der Eidgenossen an. Zum Einsatz kam er aber während der Weltmeisterschaft nicht. Sein Debüt in der «Nati» hatte er am 15. September 1956 im heimischen Stade Olympique de la Pontaise beim Länderspiel gegen Holland, das aber mit 2:3 Toren verloren ging. Im Jahre 1961 war er Aktiver in den beiden WM-Qualifikationsspielen gegen Schweden in Bern und Berlin. Am 29. Oktober gelang ihm der 3:2-Siegtreffer im Rückspiel und damit die Erzwingung des Entscheidungsspiels. Dieses entschieden die Schweizer am 12. November mit 2:1 Toren und waren damit für die WM 1962 in Chile qualifiziert. Trainer Karl Rappan setzte im ersten Gruppenspiel in Santiago gegen den Veranstalter Chile auf Eschmann – das Spiel ging mit 1:3 verloren – und vertraute auch am 3. Juni beim zweiten Gruppenspiel gegen die Mannschaft von Sepp Herberger auf den Spieler von Stade Français. Bereits in der 12. Minute erlitt er aber bei einem Zweikampf mit Horst Szymaniak einen Wadenbeinbruch und musste in der Halbzeit ausscheiden. Mit seinem 15. Länderspiel am 4. Oktober 1964 in Bern gegen Ungarn endete die Karriere von Norbert Eschmann in der Schweizer Nationalmannschaft.

## Nach der Spielerlaufbahn
Nach der Beendigung seiner Fussballerkarriere arbeitete Norbert Eschmann bei der Lausanner Zeitung 24 heures als Sportreporter.